# Isatis rugulosa
Isatis rugulosa är en korsblommig växtart som beskrevs av Aleksandr Andrejevitj Bunge. Isatis rugulosa ingår i släktet vejdar, och familjen korsblommiga växter. Inga underarter finns listade i Catalogue of Life.